# Национальный музей Катара
Национальный музей Катара — национальный музей в Дохе, Катар. Нынешнее здание открылось для публики 28 марта 2019 года, заменив предыдущее здание, открытое в 1975 году. Архитектор Жан Нувель, спроектировавший здание, вдохновился кристаллом «роза пустыни», который можно найти в Катаре. На территории музея находится дворец шейха Абдаллаха бин Джасима Аль Тани, являющийся сердцем катарской национальной идентичности. С 2013 по 2023 год директором музея была шейха Амна. В феврале 2024 года директором музея стал шейх Абдулазиз Х. Аль Тани.

## Коллекция

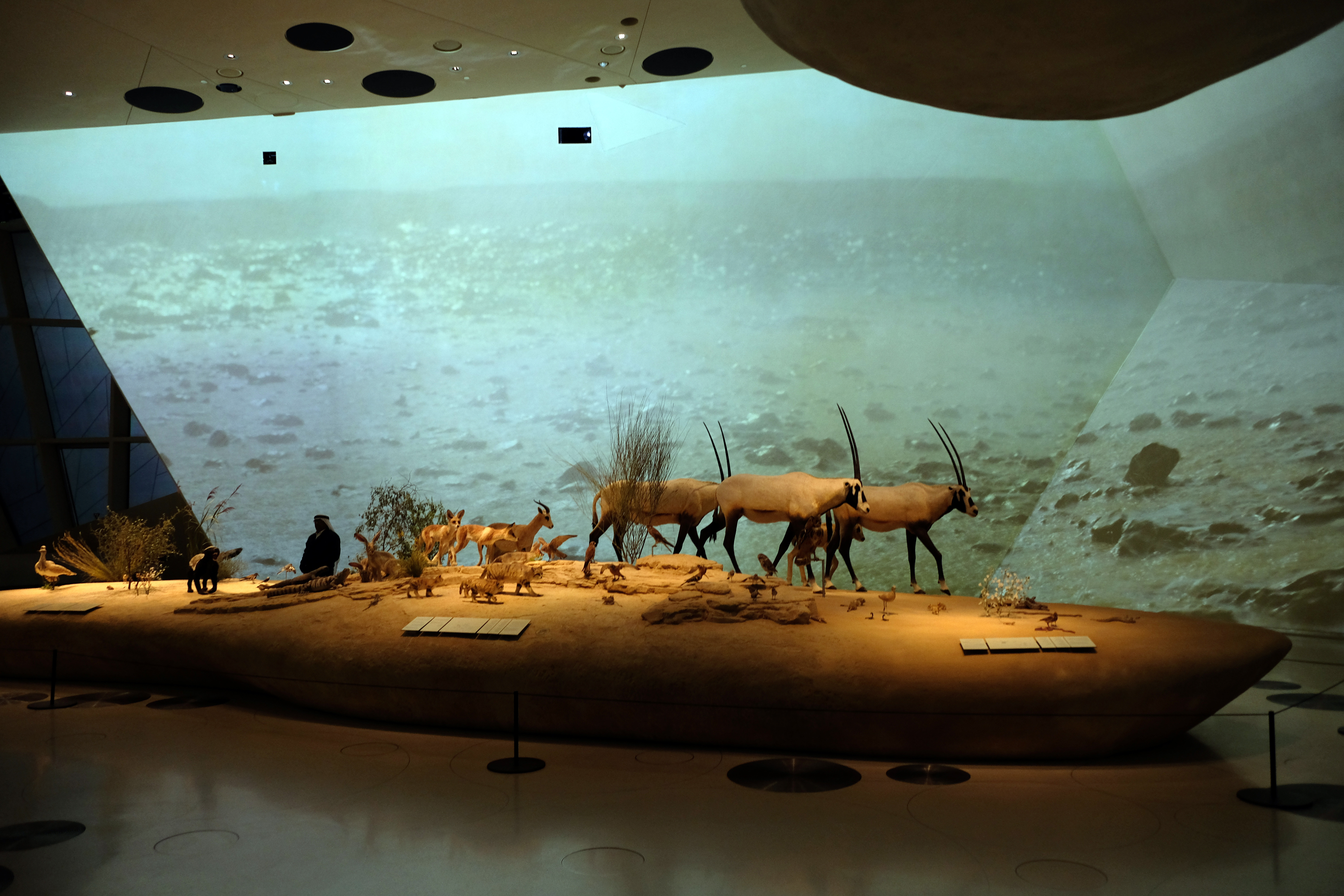
Национальная музейная галерея

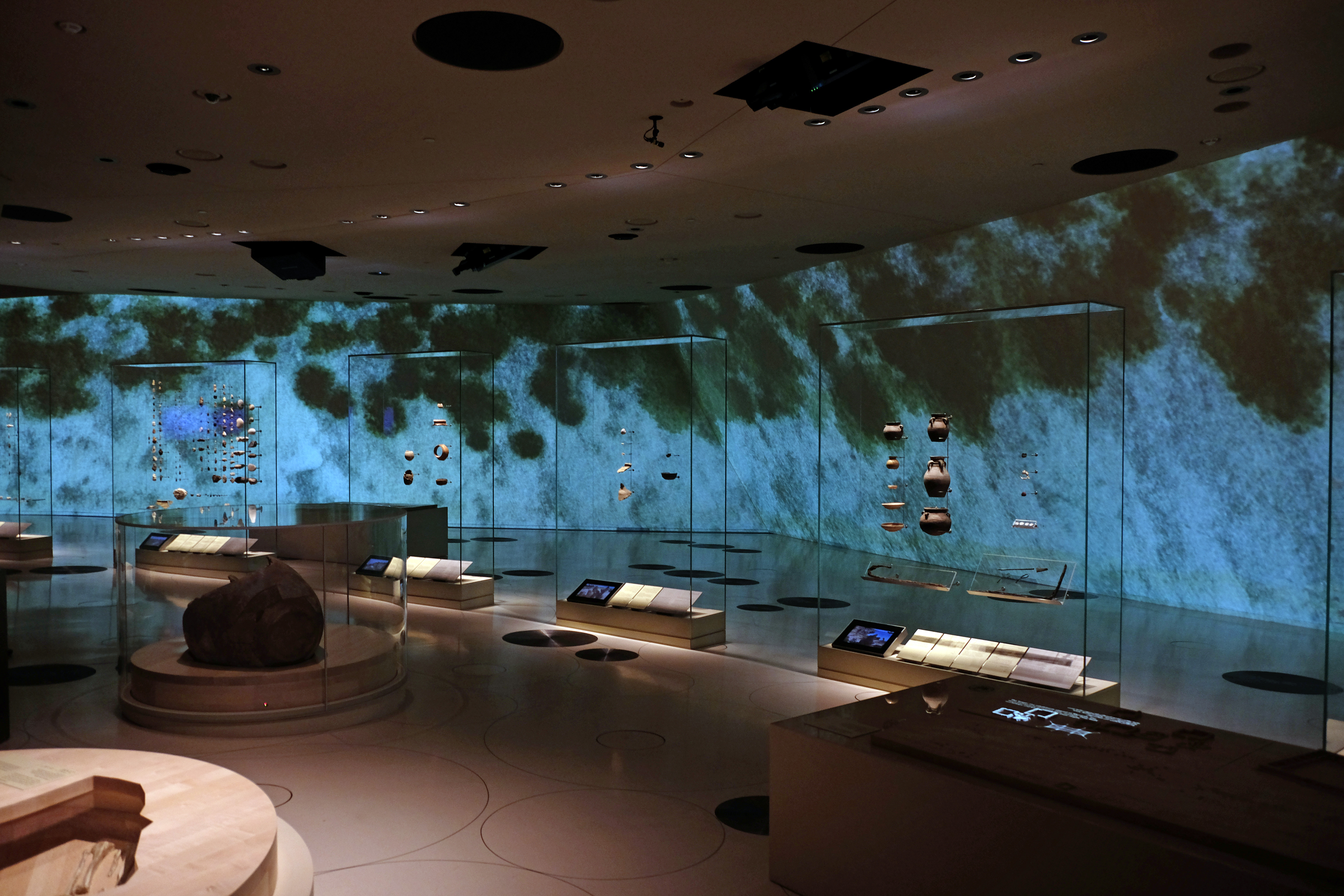
Галерея естественной истории

Экскурсия по музею проводит посетителей через цикл галерей, которые посвящены трём основным взаимосвязанным темам. Галереи расположены в вольном хронологическом порядке и включают в себя выставки по естественной истории пустыни и Персидского залива, артефакты из культуры бедуинов, исторические выставки по племенным войнам, созданию государства Катар открытию нефти и современности. Экспозиции и инсталляции, которые исследуют эти темы, представляют собой аудиовизуальные экспозиции с тщательно отобранными сокровищами из музейных коллекций. В настоящее время эти коллекции состоят из приблизительно 8000 объектов и включают археологические артефакты, архитектурные элементы, предметы домашнего обихода и путешествия, текстиль и костюмы, ювелирные изделия, декоративно-прикладное искусство, книги и исторические документы.
Миссия музея — прославлять культуру, наследие и будущее Катара и его народа, воплощая гордость и традиции катарцев, предлагая иностранным туристам диалог о быстрых изменениях и модернизации.
С момента своего открытия музей содержал материалы, которые символизируют культурное наследие Катара, такие как бедуинские этнографические материалы, морские артефакты и предметы окружающей среды. Древние артефакты, большинство из которых имеют местное происхождение, также размещены в музее.

### Археологические артефакты
Британский археолог Беатрис де Карди и её команда были уполномочены провести экспедиции в Катаре с ноября 1973 года по январь 1974 года, чтобы собрать артефакты для показа в музее. Их самые значительные открытия были сделаны на месте раскопок Аль-Дааса, где находились многочисленные черепки Убейда, датируемые неолитом. Артефакты из более ранних датских экспедиций, начатых в 1950-х и 1960-х годах, ранее размещённые в Публичной библиотеке Дохи, также были выставлены в музее.
Отдел древностей музея играл активную роль в обследованиях и раскопках после окончания экспедиции де Карди. Сотрудники отдела раскопали археологические памятники Аль-Вусаил и Эз-Зубара.

### Этнографические материалы
Материалы, документирующие этнографию бедуинов, широко варьируются по тематике. Некоторые экспонаты исторически использовались бедуинами в качестве инструментов и оружия, в то время как другие являются такими товарами, как ювелирные изделия, керамика и костюмы. В музее представлены традиционные поэмы; наиболее примечательными являются произведения, составленные Катари ибн аль-Фуджа'а и бывшим эмиром Джасимом бин Мухаммадом Аль Тани.
В 2015 году шейх Мубарак бин Саиф Аль Тани представил первый письменный проект гимна Катара в Катарский национальный музей для его экспонирования. Первоначально планировалось, что он будет перенесён в новый музей после его завершения.

## История музея

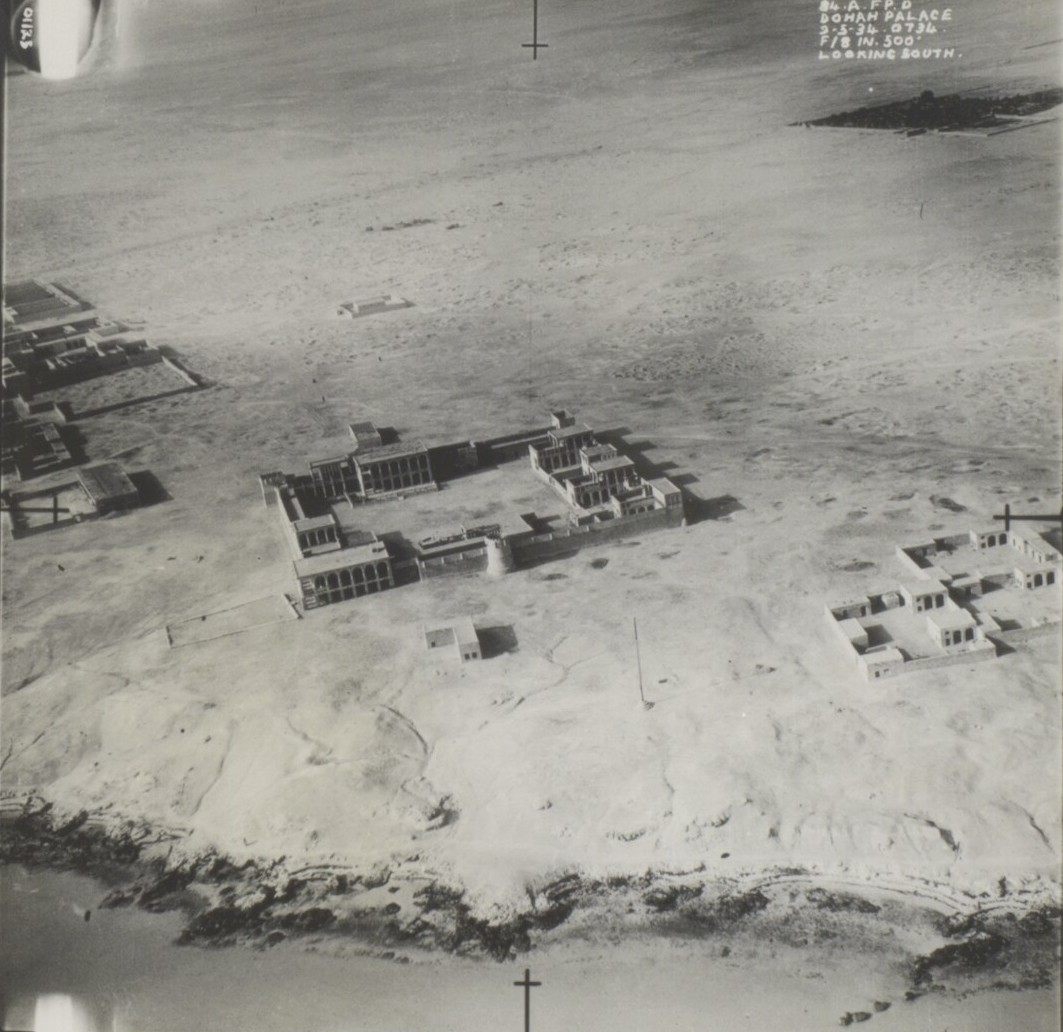
Аэрофотоснимок Старого дворца Амири, сделанный Королевскими военно-воздушными силами Великобритании в 1934 году

Халифа бин Хамад Аль Тани после своего восшествия на престол в 1972 году составил план национального музея, чтобы задокументировать наследие и традиции страны. В том же году он заключил контракт с Michael Rice & Company на проектирование структурных и функциональных аспектов музея. Было решено, что здание будет включать в себя Старый дворец Амири — полуразрушенный дворец начала XX века, ранее занимаемый бывшим эмиром Катара Абдаллахом бин Джасимом Аль Тани. Также была создана лагуна, чтобы предоставить место для демонстрации традиционных дау и оборудования для добычи жемчуга.
Музей был открыт 23 июня 1975 года и назывался тогда Катарским национальным музеем. Первоначально его помещения включали аудиторию на 100 мест и библиотеку. В 1980 году музей был удостоен Премии Ага Хана в области архитектуры. Королевский дворец, вокруг которого был построен музей, был отреставрирован в 2015 году в рамках подготовки к открытию нового музея.
В 2023 году музей запустил онлайн-платформу под названием Explorer. Платформа предоставляет зрителям доступ к онлайн-коллекциям, археологической карте и карте наследия, а также к интерактивной временной шкале музея.
Меморандум о сотрудничестве был подписан директором по партнёрству и спонсорству Национального музея Катара и директором Национального музея Монголии в декабре 2023 года. Сотрудничество также включает выставку в Монголии в 2024 году в ознаменование 25-й годовщины дипломатических отношений между двумя странами.
Музей принял участие в Expo 2023 Doha, организовав мероприятия и семинары для семей, посвящённые традициям, культуре и природной среде Катара.
Во время летних Олимпийских игр 2024 года музейный ресторан Jiwan предоставил недельное меню для Le Dalí во французском отеле Le Meurice. Меню сосредоточено на традиционных блюдах ближневосточной и региональной кухни.

### Новое здание
Новое здание было построено на месте старого здания. Здание, спроектированное лауреатом Притцкеровской премии архитектором Жаном Нувелем и вдохновлённое розой пустыни, растёт вокруг оригинального дворца XX века шейха Абдаллаха бин Джасима Аль Тани. Исторический дворец был восстановлен берлинской архитектурно-инженерной фирмой ZRS Architekten Ingenieure. Этот важный памятник прошлого Катара теперь сохраняется как сердце нового музея. Связь между новым и старым зданиями является частью создания моста между прошлым и настоящим, пропагандируемого шейхой Аль-Маяссой как способ «определить самих себя вместо того, чтобы вечно быть определяемыми другими […]» и «прославлять нашу идентичность».
Музей площадью 40 000 квадратных метров состоит из взаимосвязанных дисков, которые создают полости для защиты посетителей от жары пустыни. Расположенное на участке площадью 1,5 миллиона квадратных футов в южной части набережной Доха Корниш, здание музея возвышается над морем и соединено с берегом двумя пешеходными мостами и автомобильным мостом.

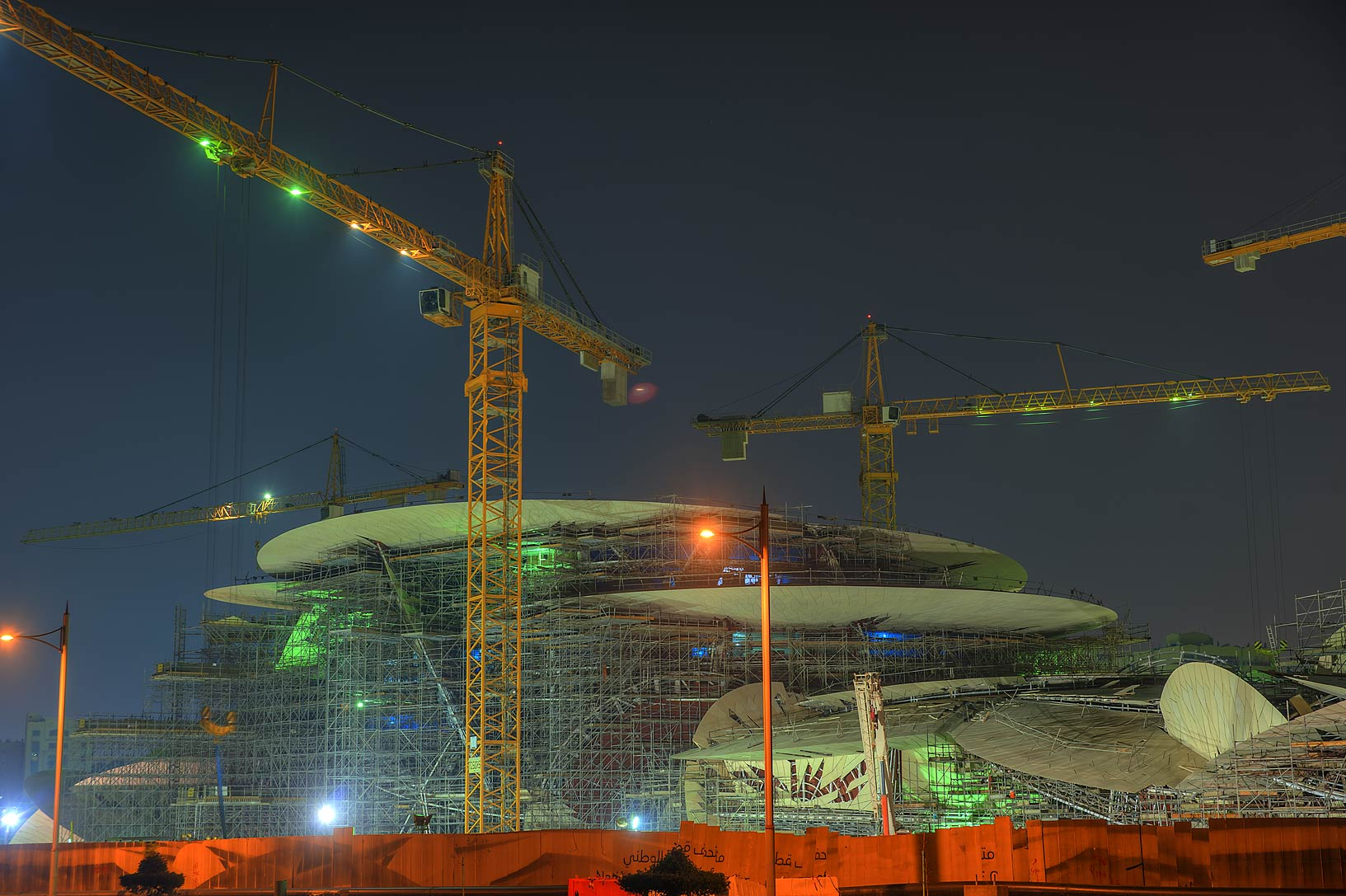
Строительная площадка музея в 2015 году

Первоначально музей планировалось открыть в 2016 году, но его открытие было перенесено на 28 марта 2019 года. Журнал Time назвал его одним из лучших мест для посещения в мире в 2019 году, отметив интеграцию «захватывающих видеоэкранов и диорам» в архитектурный дизайн Жана Нувеля.
Музей принял более 450 000 посетителей менее чем за год с момента открытия. Музей привлекает людей тем, что он изображает историю Катара не через картины и скульптуры, а с помощью света, звука и визуальных эффектов XXI века.

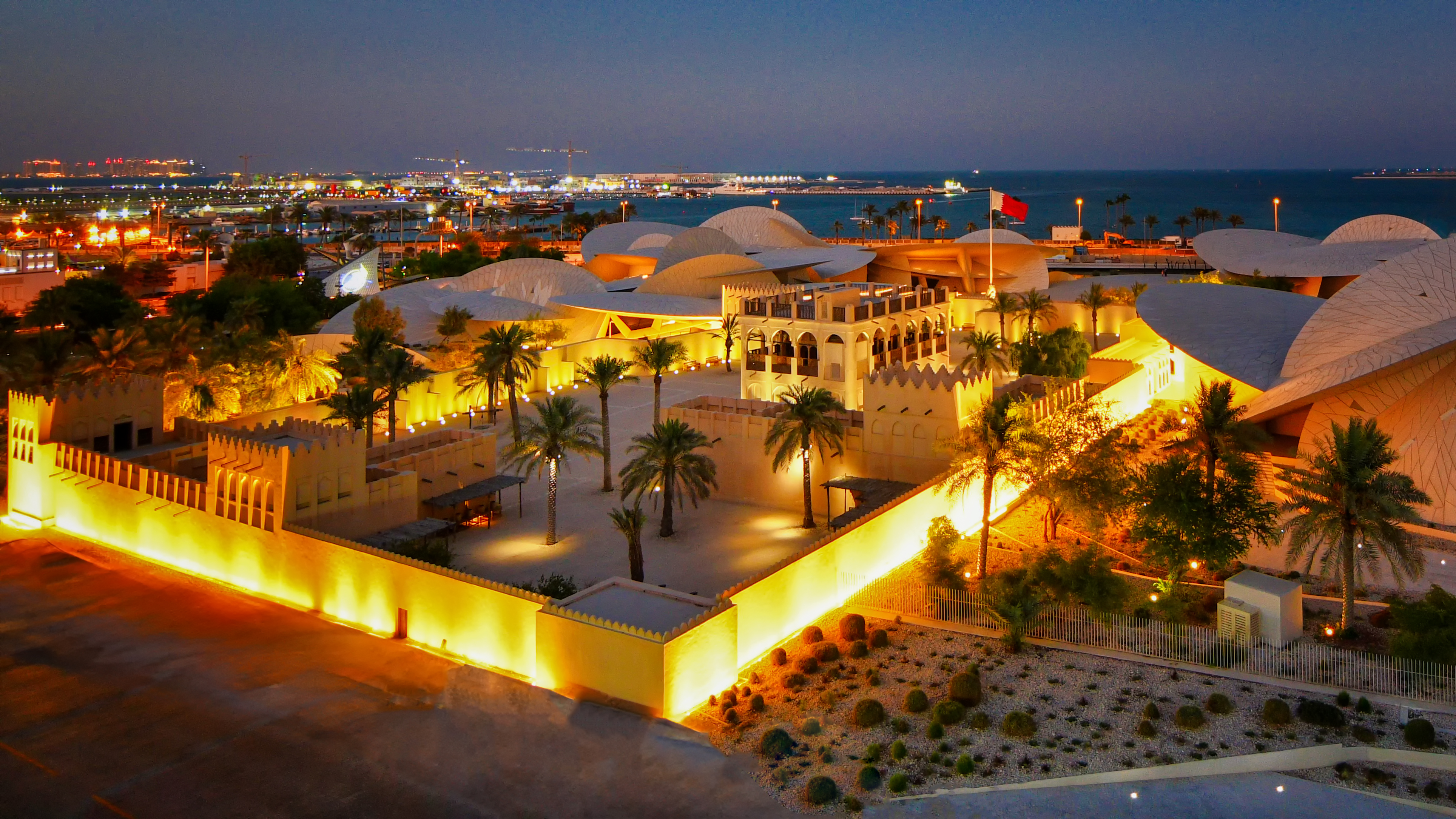
Национальный музей Катара. Старый дворец

#### Подрядчик
Контракт на постройку главного здания был заключён в 2011 году с корейской компанией Hyundai Engineering and Construction. Проект предусматривал строительство нового Национального музея рядом с существующим Катарским национальным музеем, который расположен напротив набережной Доха Корниш. Музей спроектирован в соответствии с бедуинскими традициями Катара. Он включает в себя здание в форме пустынной розы и ландшафтный парк площадью 1,2 миллиона квадратных футов. Проект также включает в себя парк площадью 115 000 м2 с искусственной лагуной и парковочными местами на 400 автомобилей, аудиторию на 220 мест, исследовательский центр, лаборатории, специализированный продовольственный форум, два ресторана, кафе и два музейных магазина, один из которых предназначен для детей.

## Галерея

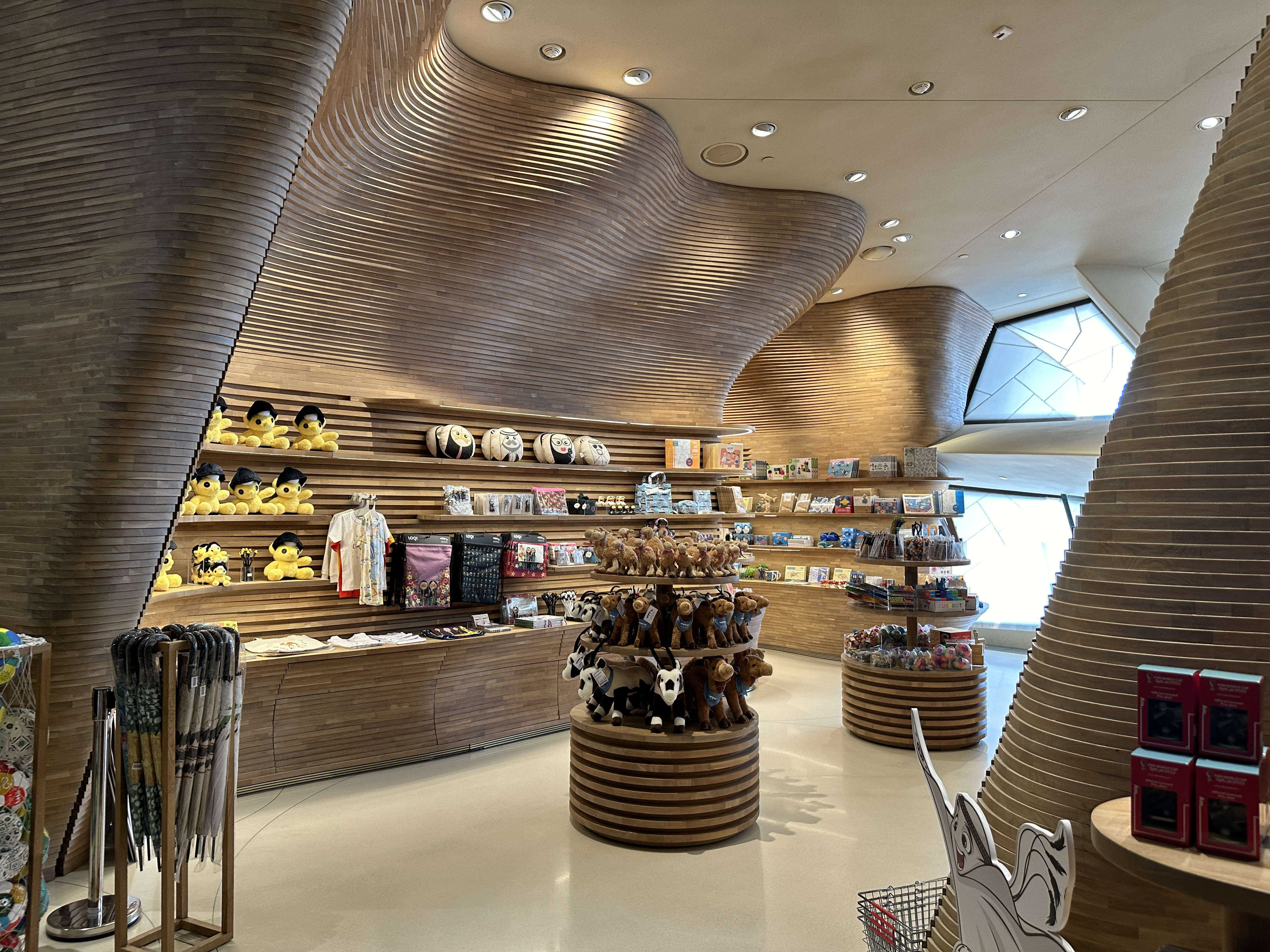
Магазин музея
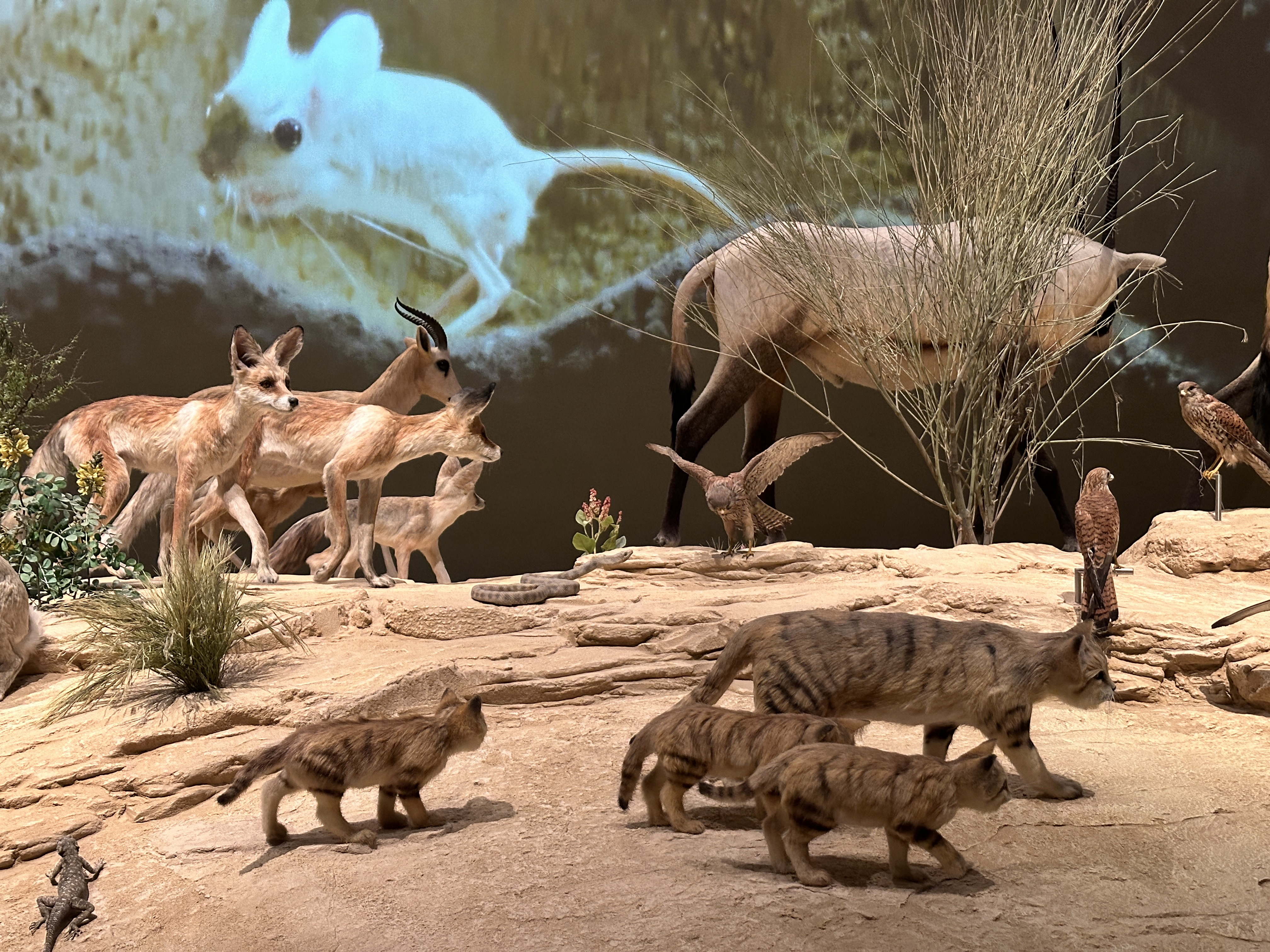
Местные животные
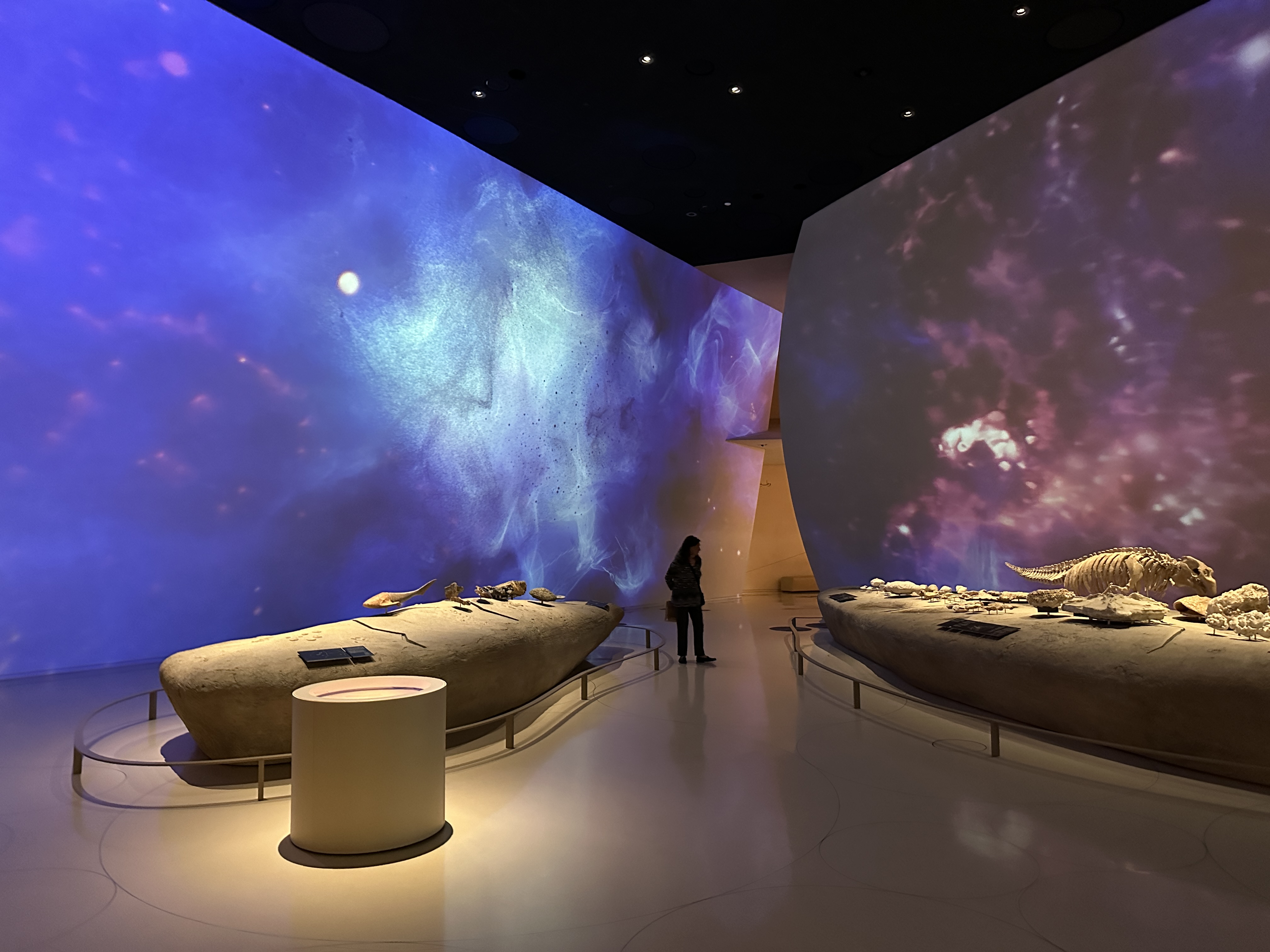
Аудиовизуальные материалы на стене
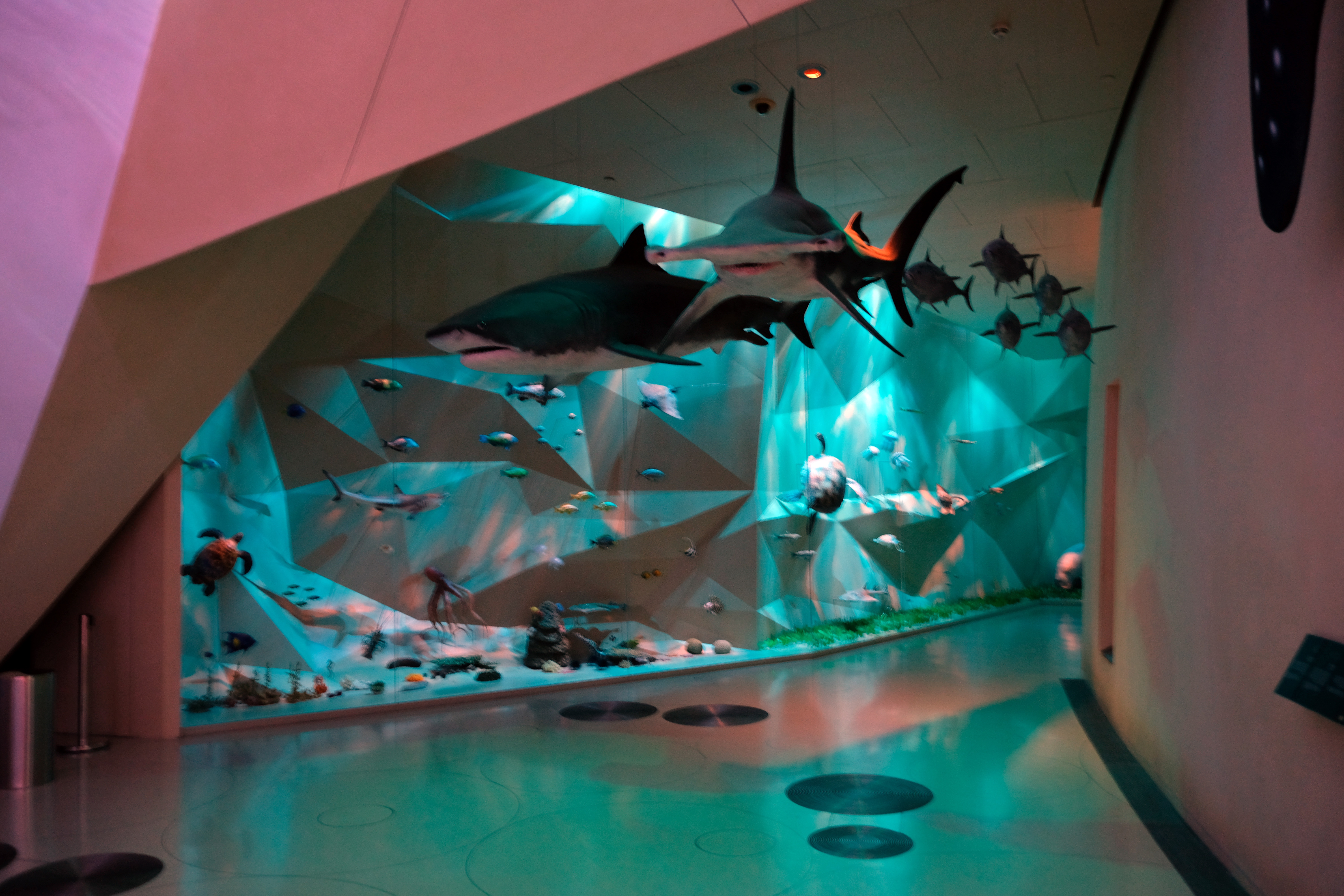
Национальный музей Катара — интерьер
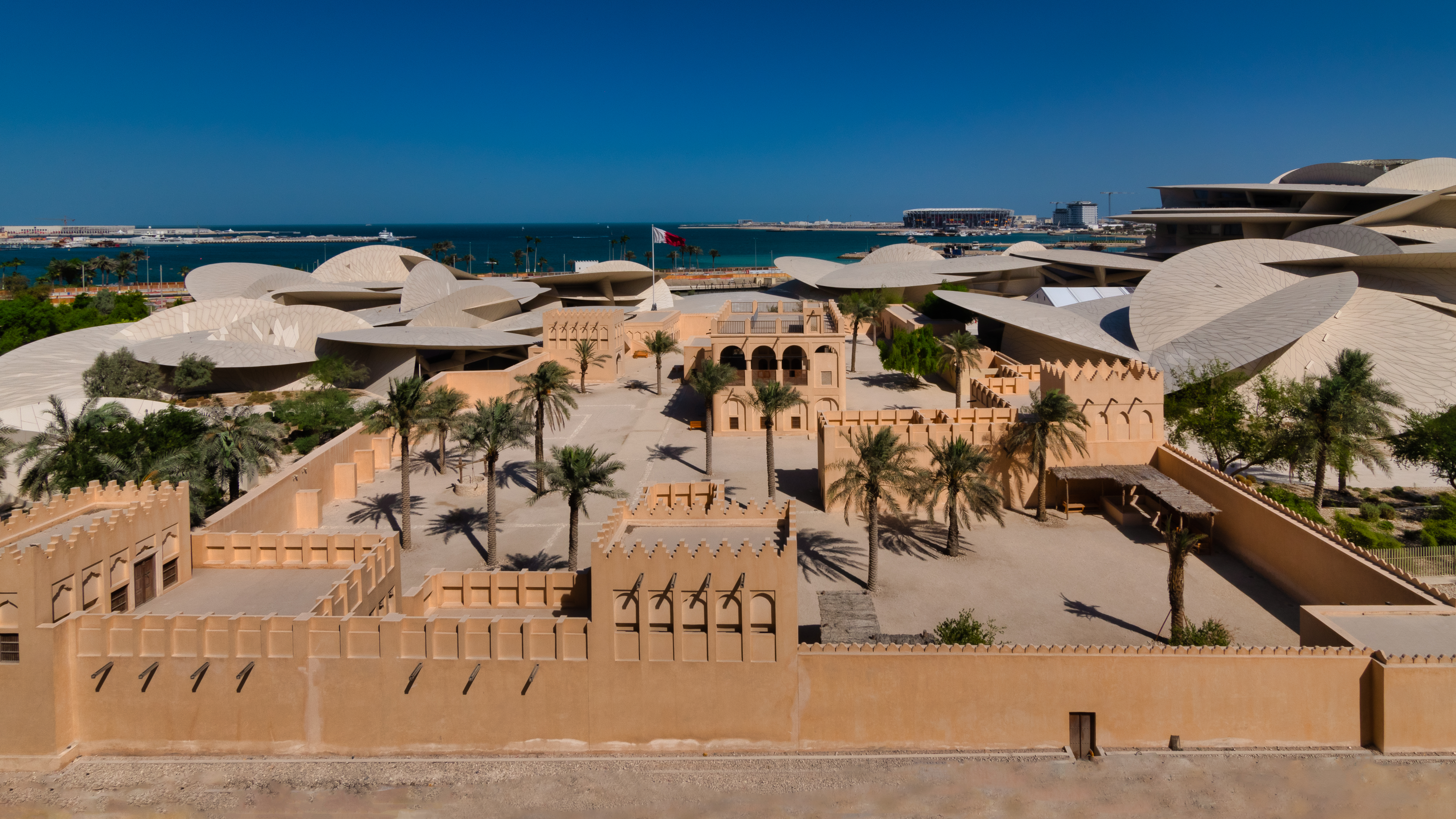
Национальный музей Катара — Старый дворец